# Franz Thiele

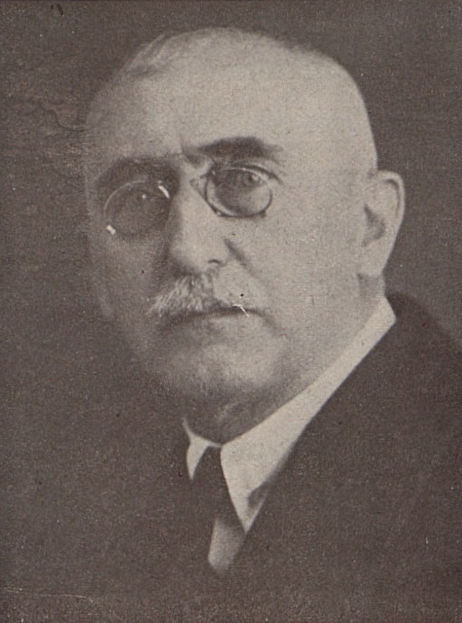
Franz Thiele (1868–1945)

Franz Thiele (* 9. März 1868 in Friedland in Böhmen, Österreich-Ungarn; † 23. Mai 1945 in Prag) war ein deutsch-böhmischer Maler in Wien und Prag sowie ein Hochschullehrer in Prag. Er war vorwiegend als Historienmaler, Landschaftsmaler, Genremaler und Tiermaler sowie als Porträtmaler tätig, trat aber auch als Bildhauer in Erscheinung.

## Leben
Franz Thiele besuchte 1883 zunächst die Kunstgewerbeschule Wien und studierte von 1884 bis 1892 Malerei an der Akademie der bildenden Künste Wien bei August Eisenmenger, Franz Rumpler und Christian Griepenkerl. Sein Studium wurde ihm durch die Unterstützung von der Familie des Grafen Clam-Gallas ermöglicht.
Im Jahr 1892 erhielt er den Rompreis und verbrachte ein Jahr in Italien. Danach besuchte er Spanien, Frankreich, Belgien, die Niederlande und Deutschland. 1902 wurde er zum außerordentlichen, 1905 zum ordentlichen Professor an der Akademie der Bildenden Künste Prag berufen.
Er war von 1896 bis 1900 Mitglied in der Genossenschaft der bildenden Künstler Wiens (Künstlerhaus) und Gründungsmitglied des Hagenbunds in Wien, dem er von 1900 bis 1912 angehörte.
Vor 1914 beteiligte er sich an den Ausstellungen des Vereins „Deutschböhmischer Künstlerbund“. Von 1916 bis 1917 diente er als Freiwilliger im Ersten Weltkrieg und war an vielen Fronten als Kriegsmaler tätig.
Im Februar 1909 heiratete er in der Kirche Maria vom Siege auf der Prager Kleinseite die Frau Maria Stara, geb. Bouchalová. Trauzeuge war der akademische Maler und Berufskollege an der Akademie August Brömse (1873–1925).
Seine zweite Hochzeit war im Dezember 1927, als er seine Schülerin, die Malerin Inge geb. Peschke (1903–1993) heiratete.
Im Jahr 1934 fand eine Gemeinschaftsausstellung von Arbeiten Franz Thieles und seiner „jungen Frau“ in Prag statt.
An der Prager Akademie leitete Franz Thiele die sogenannte Deutsche Malschule und trat 1938/39 in den Ruhestand. Seine Schüler waren u. a. Alois Wierer (1878–1945), Wenzel Hablik (1881–1934), Emil Filla (1882–1953), Willi Nowak (1886–1977),
Karl Wagner (1887–1966), Hans Thuma (1889–1968), Hugo Siegmüller (1889–1958) und Anton Bruder (1898–1983). Er war auch Mitglied des Metznerbundes.
Nach der Annexion Tschechiens 1938 schuf er ein Propagandabild mit der Darstellung Hitlers vor einer jubelnden Menge. Thiele war 1939, 1940 und 1941 auf der Großen Deutschen Kunstausstellung in München mit Gemälden und Plastiken vertreten. Darunter waren Bilder mit Kriegsmotiven, die er im Ersten Weltkrieg geschaffen hatte. Hitler erwarb 1939 und 1940 fünf Bilder und Joseph Goebbels 1939 das Ölgemälde Helena.
Nach dem Krieg kam Thiele in ein Internierungslager, wo er im Mai 1945 starb und in der Nähe von Prag in einem Massengrab beigesetzt wurde.

## Ehrungen
- 1886: Goldene Füger-Medaille sowie den Lampi-Preis der Akademie der Bildenden Künste in Wien[7]
- 1889: mit dem Spezialschul-Preis für Historien-Malerei[8]
- 1892: Rompreis (Staats-Reisestipendium)[9]
- 1898: Erzherzog Carl-Ludwig-Medaille und die Kleine Goldene Staatsmedaille
- 1906: Ritterkreuz des Franz-Joseph-Orden[10]
- 1906: Orden der Eisernen Krone III. Klasse[11]
- 1906: Ritter des russischen St.-Annen-Ordens III. Klasse
- 1918: Verleihung des Titels Hofrat[12]

## Werke (Auswahl)
- Junger Römer (1892)[13]
- Palio in Sienna (1894)[13]
- Tempelruine (1896)[13]
- Castle Gandolfo (1896)[13]
- Frau mit Kind[13]
- Süditalienische Familie[13]
- Wasserfall[13]
- Sommertag[13]
- Ungleiches Paar[14]
- Olivenhain[14]
- Tal der Wittig bei Friedland[15]
- Olivenhain in Anticoli (1894)[16]
- Helena (1939)[17]

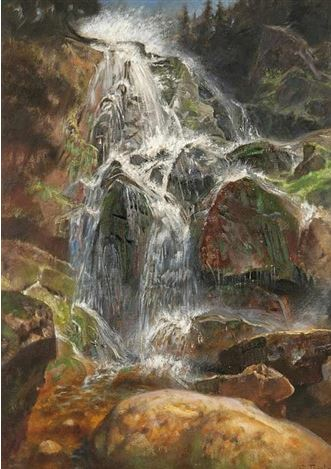
Franz Thiele: Wasserfall

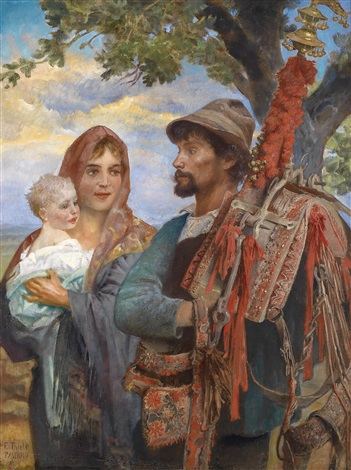
Franz Thiele: Süditalienische Familie

- Kornernte in der Sabina (1890), Nationalgalerie Prag[18]
- Badende Kinder (1903), Galerie der Hauptstadt Prag[18]
- Adam und Eva (vor 1929, verschollen)[18]
- Die Gattin des Künstlers: Inge Thiele-Peschka (1934)[18]
- Selbstbildnis (um 1900), Městské muzeum Frýdlant[19]
- Dame im Grünen (vor 1903), Nationalgalerie Prag[19]
- Wasserfall[19]
- Gedanken (vor 1915)[19]
- Familie, Městské muzeum Frýdlant[19]
- Schloss Friedland (1930)[19]
- Porträt August Brömse (vor 1925)
- Porträt Karl Krattner (vor 1926)
- Der Bundeswehrmann (1914)[19][20]